# Cine costumbrista
El cine costumbrista es un género cinematográfico que consiste en relatar los hábitos de la sociedad.
En este tipo de cine, el argumento y los personajes pasan a un segundo plano, y se centra la historia en lo que es capaz de captar la cámara. La función del guion es que se limita a poner orden a la historia que se refleja en la pantalla. Van apareciendo actores secundarios que le van quitando protagonismo al principal.
- Datos: Q5769551